# Dennert & Pape Aristo-Werke

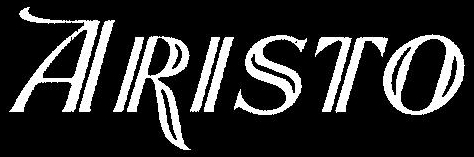
Ehemalige Wort-Bild-Marke von Dennert & Pape Aristo

Die Dennert & Pape Aristo-Werke KG war ein im Jahr 1862 in Hamburg gegründetes Unternehmen mit den Produktionsschwerpunkten Messgeräte und Messwerkzeuge. Seit 2016 werden Aristo-Produkte von der Geotec Schul- und Bürowaren GmbH in der österreichischen Stadt Wörgl in Tirol vertrieben.

## Geschichte

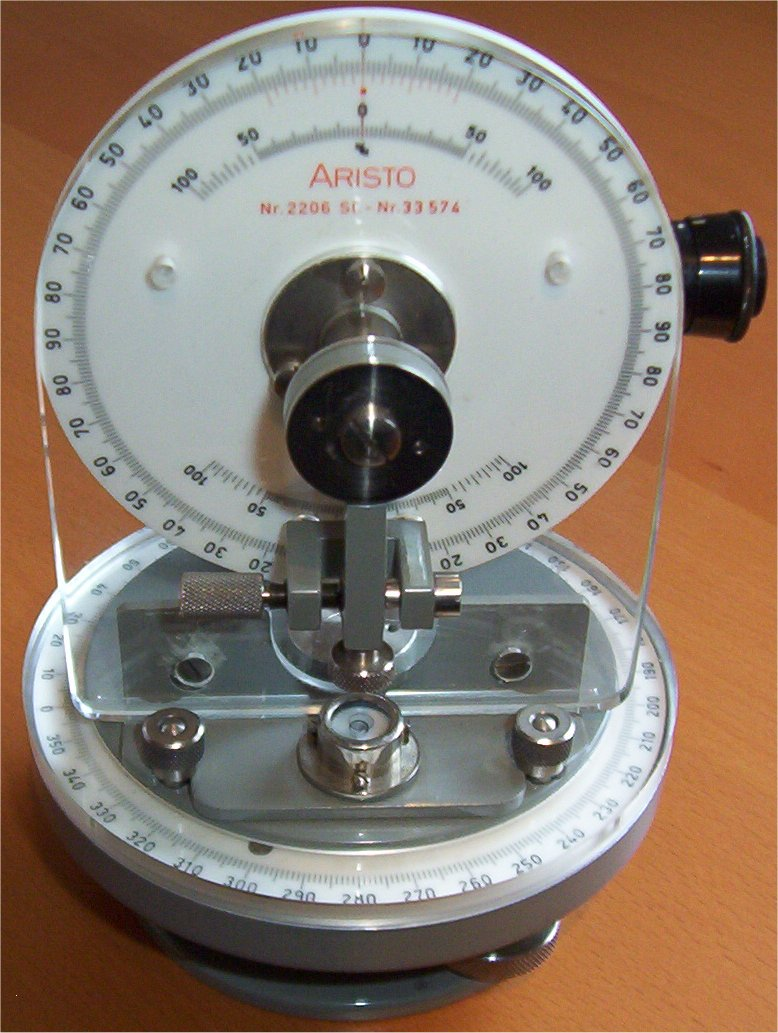
Aristo-Schultheodolit

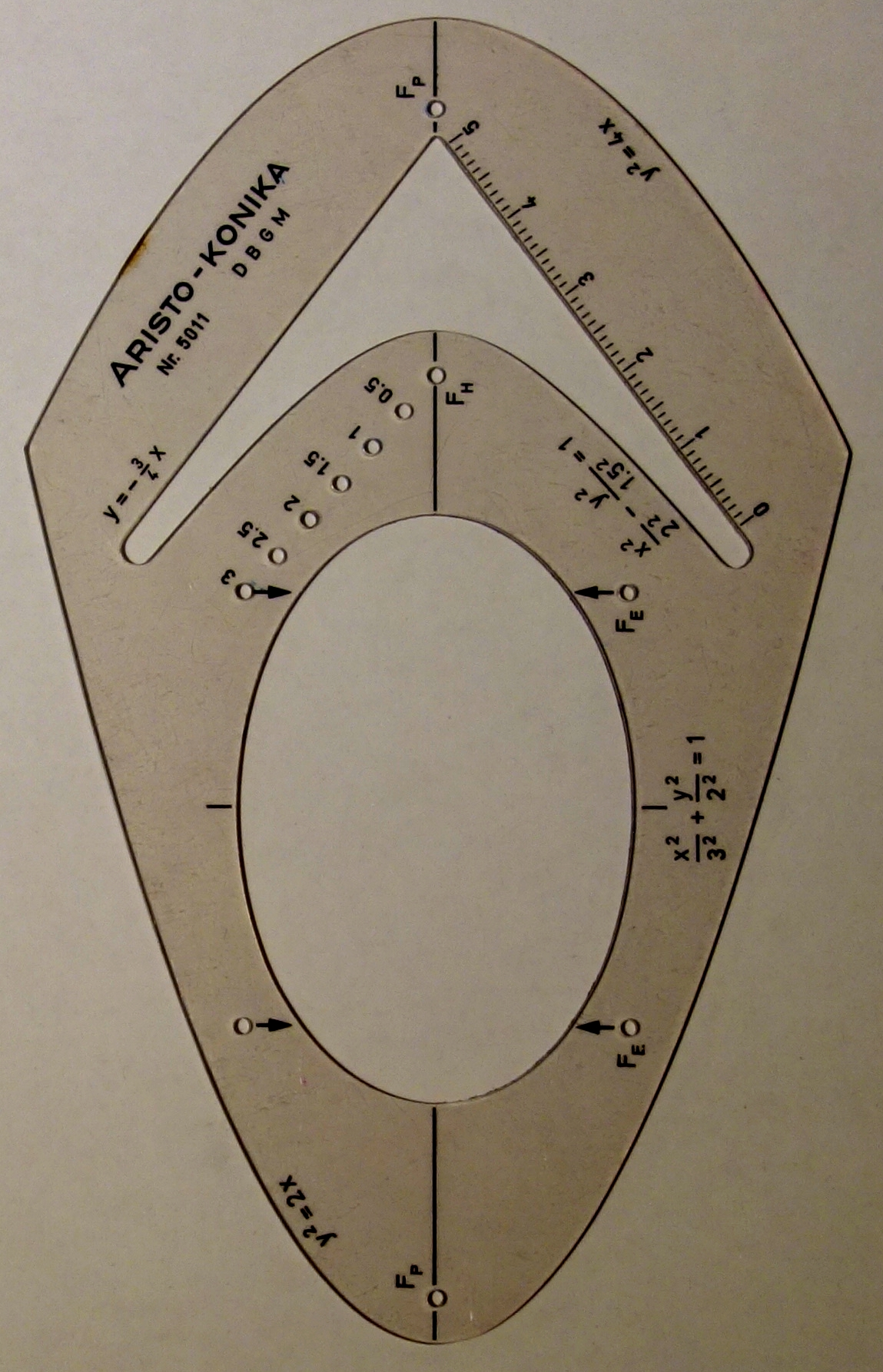
Aristo-Kegelschnitt-Schablone

Die Firmengründung von Dennert & Pape begann 1862 in Hamburg. In diesem Jahr kaufte Johann Christian Dennert (1829–1920) von seinem Meister, dem Mechaniker Carl Plath, eine Werkstatt für geodätische und mathematische Instrumente, vor allem Theodolite, Nivelliergeräte und Planimeter. Im Jahr 1869 verlagerte Dennert seine Produktion in das damals preußische Altona, um an staatliche Aufträge bei der Landvermessung von Schleswig und Holstein sowie des ehemaligen Königreichs Hannover zu gelangen. Bedingt durch den Deutsch-Französischen Krieg, entstand im Jahr 1872 infolge des Importrückgangs französischer Rechenstäbe eine Marktlücke, die Dennert dazu nutzte, um erstmals aus eher hellem Buchsbaum gefertigte Rechenschieber anzubieten. Dieses Material wurde 1888 von Mahagoniholz mit Skalen aus weißem Zelluloid-Furnier abgelöst.
Als neuer Fertigungszweig wurde 1880 die Produktion von Pegel- und Flutmessern aufgenommen und in Cádiz der erste integrierende Flutmesser aufgestellt. In den folgenden Jahrzehnten bildete die Herstellung von Rechenstäben das Kerngeschäft des Unternehmens. Für Deutschland patentiert wurde 1886 ein innovatives Verfahren zur Furnierung von Maßstäben mit dünnem, weißem Zelluloid, das lange Haltbarkeit und hohe Teilungsgenauigkeit gewährleistete. 1888 wurde Zelluloid auch für Rechenstäbe verwendet, ein Prinzip, das im In- und Ausland jahrzehntelang erhalten blieb.
Für alle Produkte von Dennert & Pape wurde 1924 das Warenzeichen DUPA eingeführt. Erst 1936 wurde die Produktion von Zelluloid auf den neu entwickelten Kunststoff Astralon umgestellt, ein Mischpolimerisat, das besonders maßbeständig und unempfindlich gegen Feuchtigkeit ist. Diese neuen Rechenstäbe wurden unter dem Warenzeichen Aristo verkauft, das nach dem Zweiten Weltkrieg in den Firmennamen aufgenommen wurde.
Kriegsbedingt wurden im Jahr 1943 Teile der Produktion nach Bludenz in Österreich verlagert. Es begann der Aufbau einer Produktionsstätte in Österreich.
Zwischen 1945 und 1948 wurde die Firma unter öffentliche Verwaltung gestellt. Nach langen Verhandlungen mit dem Österreichischen Finanzministerium kauften die ehemaligen Inhaber im Jahr 1961 das Unternehmen in Hamburg wieder zurück. Die Firma bezog ein neues Firmengebäude in Wörgl.
Ab 1956 firmierten sowohl das Stammhaus in Hamburg als auch die Tochtergesellschaften unter dem Namen Dennert & Pape Aristo-Werke KG. Wegen fehlender Nachfolge wurde 1976 Aristo in Hamburg samt österreichischer Tochtergesellschaft von Rotring übernommen. Unter Hans Dennert, dem Urenkel des Firmengründers, wurde die Rechenstabproduktion eingestellt und 1979 das gesamte Taschenrechnerprogramm aus dem Sortiment genommen, nachdem die aufkommende Elektronik und die als Billigprodukte gefertigten Taschenrechner zu einem dramatischen Einbruch in den Verkaufszahlen von Aristo-Rechenstäben führten.
Schließlich ging im Jahr 1998 der Wörgler Produktionsstandort – damals Aristo-Rotring GmbH – zusammen mit der deutschen Rotring an den US-Schreibwarenkonzern Sanford.
Hans Dennert (1926–2000) hat seinen Nachlass in Teilen dem Museum der Arbeit in Hamburg und dem Deutschen Museum in München übergeben.

## Vertrieb der Aristo-Produkte durch Geotec
Im Jahr 2003 wurden Aristo-Produkte von der in Wörgl neu gegründeten Geotec Zeichen- und Kunststofftechnik GmbH vertrieben. Deren Umgründung in die zwei Gesellschaften Geotec Schul- und Bürowaren GmbH und Geotec Zeichen- und Kunststofftechnik GmbH erfolgte 2016.
Die Geotec Schul- und Bürowaren GmbH beinhaltet u. a. den Handelsbereich der Marken Aristo, Schneider, Novus, Fellowes, Staedtler, Tombow, Tarifold, Berol und Pasuto, während die Geotec Zeichen- und Kunststofftechnik GmbH für die Produktion der Zeichengeräte sowie den gesamten Bereich der Kunststofftechnik zuständig ist.
In der Nacht zum 8. Dezember 2020 wurde das Firmengebäude der GEOtec Schul- und Bürowaren sowie der GEOTEC Zeichen- und Kunststofftechnik durch ein Großfeuer schwer in Mitleidenschaft gezogen. Betroffen war zum überwiegenden Teil der aus den 1960er Jahren stammende alte Gebäudeteil und die darin befindlichen Bereiche Produktion und Lager. Das Gebäude, sämtliche Maschinen und das gesamte Materiallager wurden zerstört. Der neue Gebäudeteil mit sämtlichen administrativen Bereichen sowie den Schau- und Workshopräumlichkeiten wurde jedoch vom Feuer verschont. Menschen kamen dabei nicht zu Schaden.

## Aristo-Produktbeispiele von damals bis heute

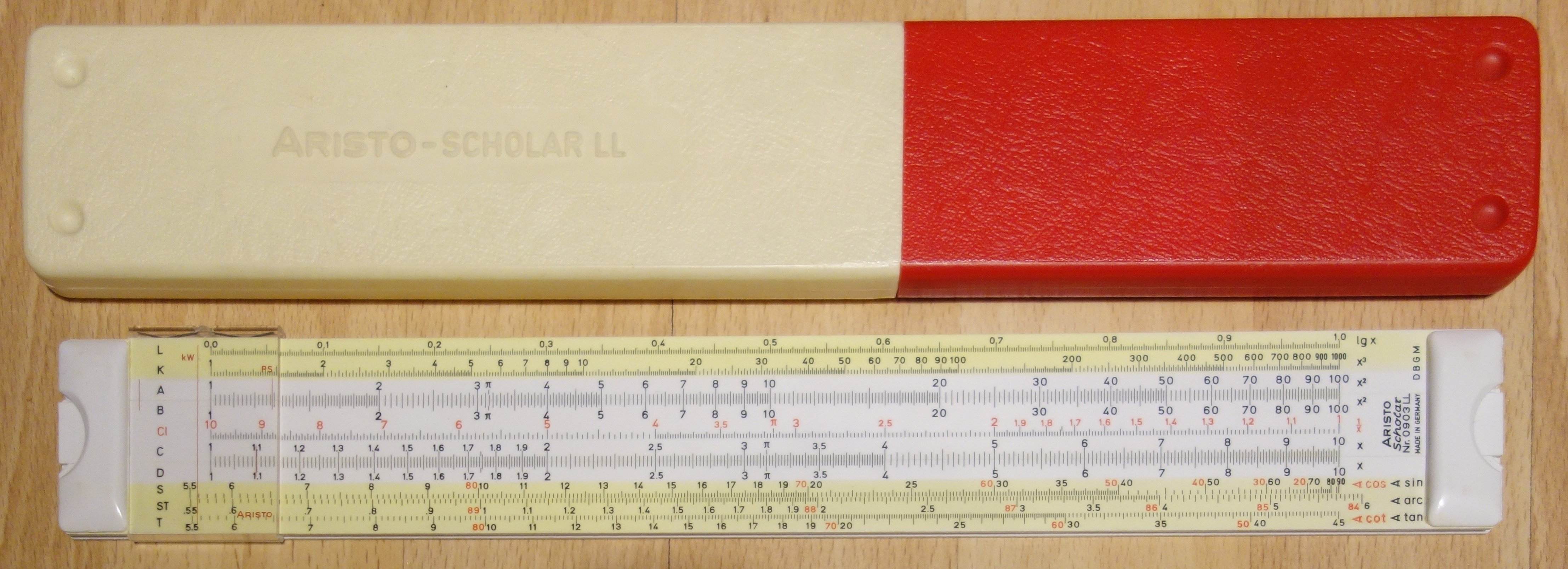
Aristo-Rechenschieber Scholar LL mit Schutzhülle

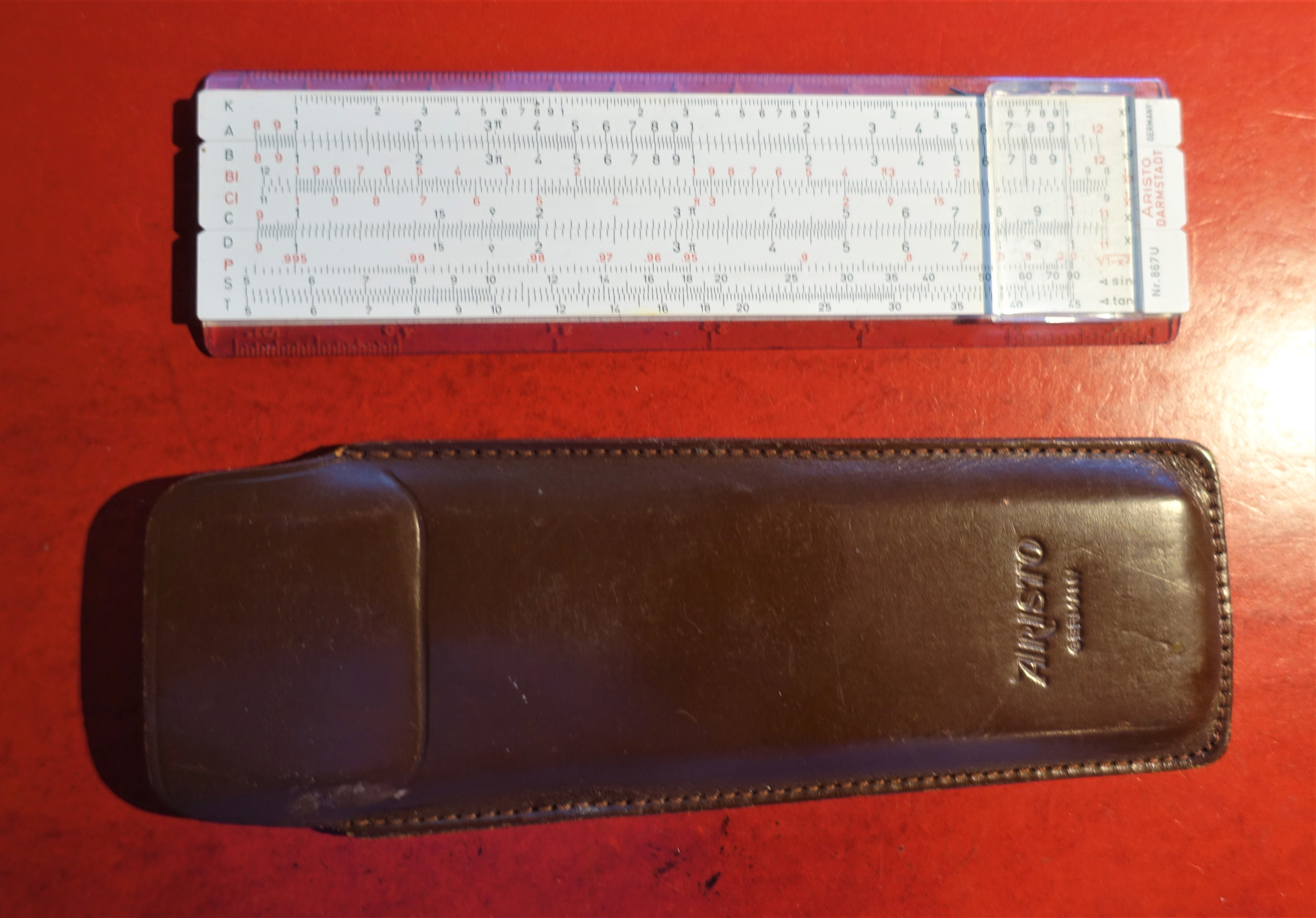
Taschenrechenschieber von Aristo aus den 1960er-Jahren mit Schutzhülle

- Theodolite, Nivelliergeräte und Planimeter (ab 1862)
- Rechenstäbe und Zeichengeräte (ab 1936)
- Flugnavigationsrechner Aristo-Aviat und Aristo-Aviat G (ab 1954)
- Lochstreifengesteuerte Koordinatografen (ab 1959)
- Geodreieck (ab 1964), Hypotenuse etwa 15,5 cm lang, biegsam oder steif
- TZ-Dreieck (ca. 23 cm), mit oder ohne Griffstück
- Taschenrechner Aristo M27 (ab 1972)
- Von Geotec werden hauptsächlich Zirkel, Dreiecke, Lineale, Stifte, Radierer, Schablonen, Schultafel-Zeichengeräte, Winkelmesser, Zeichenplatten, Navigationszubehör und diverser Zeichenbedarf vertrieben.[6]